# Eutelia dyari
Eutelia dyari är en fjärilsart som beskrevs av Max Wilhelm Karl Draudt 1939. Eutelia dyari ingår i släktet Eutelia och familjen nattflyn. Inga underarter finns listade i Catalogue of Life.